# Qorçulu
Qorçulu è un comune dell'Azerbaigian situato nel distretto di Şərur.